# 松山市立味酒小学校
松山市立味酒小学校（まつやましりつ みさけしょうがっこう）は、愛媛県松山市にある公立小学校。

## 沿革
- 1872年（明治5年） - 第三十一番中学区第百五十一番小学校が、温泉郡府中町1丁目に創立。（後に六十一番小学校の名称となる）
- 1875年（明治7年）8月5日 - 啓蒙学校に改称、（県の「何番学校の名目廃止の件」が通達による）
- 1882年（明治15年）8月24日 - 啓蒙・開通・清水の3校を合併して、三槐小学校を創置。
- 1887年（明治20年）4月14日 - 古町尋常小学校と改称。開校記念日となる。（前年の小学校令に伴う県布達による）
- 1889年（明治22年）2月 - 木屋町1丁目に移転。
- 1890年（明治23年）4月1日 - 松山市古町尋常小学校と改称。（前年の市町村制の施行による）
- 1894年（明治27年）12月25日 - 松山第二尋常小学校と改称。（松山市会での校名変更決定による）
- 1907年（明治40年）4月11日 - 松山第二尋常高等小学校と改称。（高等科併置につき）
- 1809年（明治42年）4月1日 - 松山第二尋常小学校と改称。
- 1929年（昭和4年）4月1日 - 松山市味酒尋常小学校と改称。
- 1930年（昭和5年）
  - 4月1日 - 朝日仮校舎を廃止し、現在地へ移転。[1]
  - 不明 - 校歌制定（作詞：林古渓、作曲：岡野貞一、改作：日比野正信[2]）
- 1932年（昭和7年）11月29日 - 兵制60周年記念事業映写会中、フィルムに引火し校舎の大部分を焼失。
- 1933年（昭和8年）10月11日 - 再建目前の校舎本館より出火、全校舎4棟を焼失。
- 1934年（昭和9年）12月13日 - 新校舎落成。
- 1941年（昭和16年）4月1日 - 松山市味酒国民学校と改称。（国民学校令による）
- 1945年（昭和20年）7月26日 - 松山大空襲により校舎全焼。
- 1945年（昭和20年）9月1日 - 久枝国民学校、衣山公会堂、朝美3丁目会堂を仮教室として授業再開。
- 1946年（昭和21年）11月 - 新校舎および仮校舎が完成。
- 1947年（昭和22年）4月1日 - 松山市立味酒小学校と改称。
- 1986年（昭和61年）11月21日 - 開校100周年記念式典挙行。

## 通学区域
- 愛光町、朝日ケ丘1～2丁目、朝美1～2丁目、萱町2丁目（1番＜4～12・16・21＞，2番＜2・4・6～12・17・20・25＞，3～8番）・3～5丁目・6丁目（1番，5～8番，10番，11番，13～15番，18～24番，26番，28～35番，37～39番，42番，44～47番，63～65番，68番，70～72番，75～80番，83番，84番，87番，88番，91～99番，101～106番，108～113番，115～123番，126～132番，134番，135番，140番，141番，144番，147番，153～157番，163番，164番，166～173番）、衣山1～5丁目、木屋町1丁目（1番＜1・2・8・9＞，2～5番，6番＜3～10・14・16・17＞，7番＜6～11・17～20・23・28・29・35＞，8番，9番）・2丁目（1番＜2～25・29～31・33～37＞，2～5番）、高砂町2丁目（2番6・7）、辻町（2番＜20・21・23・25・28・29号＞，3番＜4～7・9・12～18・20・23・24・26・40～42＞，5～15番）、平和通4丁目（1番＜18・19・21・22・24・38＞）・5丁目（1番＜1・2＞，2～5番，6番＜8・12～14＞）・6丁目、本町2～5丁目・6丁目（1～4番，19番）、松前町2～5丁目、味酒町1丁目（10番，11番）・2丁目(1番3～12・14・16，2番3～22・24，3～7番，9～18番）・3丁目、美沢1・2丁目、南江戸5丁目（3番＜1～3・6・9・11・35号＞）、宮田町（188番＜8・9＞，1102番，1284番）、宮西1～3丁目、六軒家町、若草町（2番＜11～14＞，3～8番，19番，66番，68番，69番） [3]

## 周辺
- 松山記念病院
- 日産愛媛自動車大学校

## アクセス
- 伊予鉄道高浜線 古町駅から西へ300m。

## 出身者
- 黒田尭之（将棋棋士）
- 近藤兵太郎（野球指導者）